# Gonystylus consanguineus
Gonystylus consanguineus là một loài thực vật thuộc họ Thymelaeaceae. Loài này có ở Indonesia và Malaysia.